# Mimosa polyantha
Mimosa polyantha är en ärtväxtart som beskrevs av George Bentham. Mimosa polyantha ingår i släktet mimosor, och familjen ärtväxter. Inga underarter finns listade i Catalogue of Life.